# Fantastic Mr. Fox (ópera)
Fantastic Mr. Fox es una ópera en tres actos compuesta por Tobias Picker sobre el libreto de Donald Sturrock, basado en la novela infantil de Roald Dahl, Fantastic Mr Fox. Fue estrenada por la Ópera de Los Ángeles en el Dorothy Chandler Pavilion el 9 de diciembre de 1998.

## Historia de la representación
Fantastic Mr. Fox fue la segunda ópera de Picker, luego de su Emmeline de 1996, y fue comisionada por la Fundación Roald Dahl. Tuvo su debut mundial en la Ópera de Los Ángeles el 9 de diciembre de 1998.
El director Stephen Barlow realizó una nueva versión con el Ópera Holland Park, especialmente diseñada para ser representada en los jardines del Holland Park en el verano de 2010. Esta versión fue arreglada para siete instrumentos, y fue protagonizada por Grant Doyle como Mr. Fox y Olivia Ray como Mrs. Fox, y Henry Grant Kerswell, Peter Kent y John Lofthouse como los granjeros Boggis, Bunce y Bean, respectivamente.
Una versión con la orquesta completa se fue de gira con la English Touring Opera durante el 2011. El debut mundial de la versión completa con siete instrumentos de cámara fue producida en septiembre de 2011 por The Microscopic Opera Company of Pittsburg, la cual fue protagonizada por Daniel Teadts como Mr. Fox y Katherine Brandt como Mrs. Fox, y Sean Donaldson, Jeffrey Gross y Sean Lenhart como los granjeros Boggis, Bunce y Bean.

## Argumento

### Acto I
Mrs. Fox entra al escenario, mientras canta sobre su vida y su familia, con sus hijos cantando como cuarteto. Mr. Fox entra cantando sobre sí mismo, describiéndose como el animal más exquisito del bosque. En esta historia, los animales muestran las cualidades más nobles, mientras los humanos encarnan los vicios.
Boggis y Bunce, los granjeros, discuten sobre quién tiene los mejores pollos y gansos, pero entra Bean en escena recordándoles qué es lo que verdaderamente importa: el dinero. Mr. Fox ha estado robando sus productos, pero Bean ha encontrado el agujero de la guarida del zorro, con lo que los tres van hacia él y se mantienen al acecho.

### Acto II
El segundo acto abre con un coro de niños vestidos con ropas a rayas blanco y negro que lucen como corteza y con algunas ramas en los brazos, puesto que todos se juntan y forman un árbol. Su canción es sobre qué ven los árboles de las relaciones entre los humanos, los animales y la naturaleza. Luego se ve a Mr. Fox lamentándose por su cola frente a un espejo: los granjeros le han disparado con un rifle, cercenándole la cola, lo que hace pensar a Mr. Fox que jamás volverá a ser respetado por los demás animales, ante lo cual Mrs. Fox y sus hijos tienen que consolarlo.
Entre tanto, los granjeros traen a Mavis, el tractor, y Agnes, la excavadora, para cavar la guarida de los zorros. Cuando están todos listos para cavar y entrar, Mr. Fox, su familia y sus amigos entran más profundo en la tierra, logrando escapar.

### Acto III
Los granjeros y las máquinas siguen afuera del agujero. El árbol todavía está en pie, pero las raíces se ven tras los granjeros. Los zorros están en su nueva "casa", pero Mr. Fox está triste porque su hogar fue destruido. Mr. Fox lamenta que ellos tienen un regalo natural que los humanos han perdido hace tiempo (We've a natural gift for forest life that humans lost long ago). Rita la rata canta sobre la inteligencia de las especies en la fiesta de inauguración de la casa. Miss Hedgehog y Mr. Porcupine se espían el uno al otro a través de la sala, y se enamoran a primera vista, cantando un dueto sobre cómo su amor durará por siempre (Our quills will turn gray and fall out, but we'll be together forever, snout to snout). Mr. y Mrs. Fox bailan en el salón, para luego mostrar a los granjeros que siguen esperando fuera del agujero con sus máquinas.